# مذنب مادة مضادة

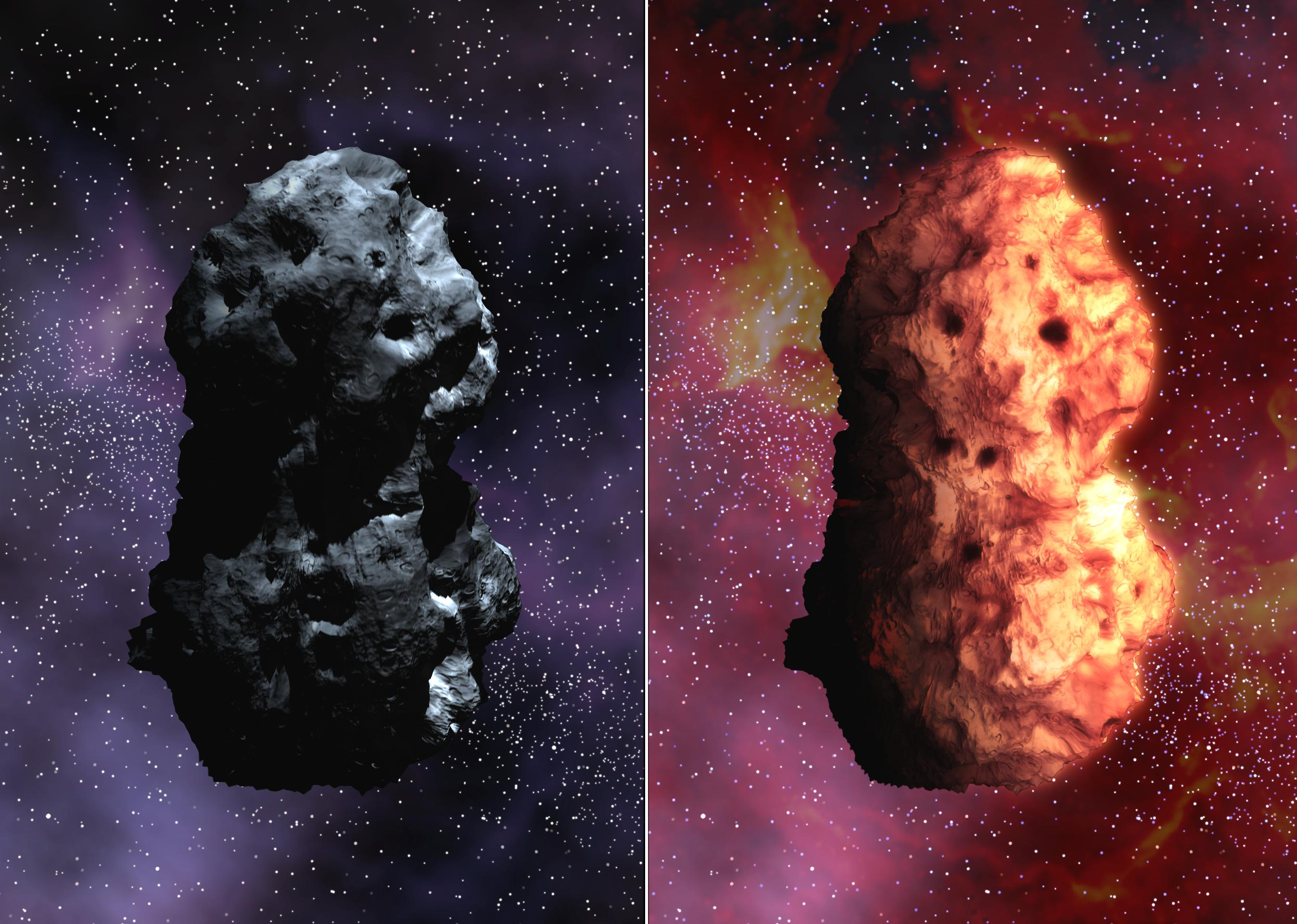

مذنبات/نيازك المادة المضادة (بالإنجليزية: Antimatter comets/meteoroids)‏ هي أجرام إفتراضية تتكون بشكل كامل من مادة مضادة بدلاً عن المادة الإعتيادية، على الرغم من عدم وجودها أو ملاحظتها عملياً في أي مكان من المجرة إلا أن العلماء توقعوا وجودها وقدموا الفرض على انه فرض صحيح وأحد التفسيرات المحتلمة لبعض الظواهر الطبيعية التي تم رصدها على مر السنوات.

## الإفتراض
يعود إفتراض وجود هذه الأجرام إلى الأربعينيات من القرن الماضي، فقد إقترح الفيزيائي فلاديمير روجانسكي [الإنجليزية] في ورقة بحثية وجود المادة المناقضة (Contraterrene Matter) وإحتمالية وجود بعض المذنبات والنيازك التي تتكون من هذه المادة المناقضة (المضادة)، ذكر روجانسكي بإنه إذا وجدت هذه الأجرام فسيكون أصلها من خارج النظام الشمسي، وإفترض انه لو دار أحد هذه المذنبات بمدار حول الشمس فإنه سيسلك سلوك مشابه لسلوك المذنبات التي رصدت في عقد الأربعينات، فعند فناء ذرات هذه المذنبات مع المادة «الأصلية» القادمة من الأجرام الأخرى والرياح الشمسية، فإنها ستولد تكوينات متطايرة وستعاني من تغير في التركيب العناصر بإتجاه الكتل الذرية الأقل، وعلى هذا الأساس طرح فرضيته بأن بعض الأجرام التي تم تحديدها كمذنبات هي في الحقيقية أجرام مادة مضادة، بإعتماده على قانون ستيفان-بولتزمان إقترح إمكانية تحديد وجود هذه الأجرام داخل النظام الشمسي عن طريق قياس درجة حرارتها. الجرم المضاد الذي يعاني من معدلات تصادم نيزكي عادية ويمتص نصف الطاقة الناتجة عن فناء المادة الطبيعة والمادة المضادة سيملك درجة حرارة حوالي 120 ك (−153 °م) بالإعتماد على أشكال حسابات ويلي، أو 1,200 ك (930 °م) بالإعتماد على حسابات نينيجر.
في عقد السبعينات، عندما تم رصد مذنب كوهوتيك، روجانسكي إقترح مرة أخرى نظرية مذنبات المادة المضادة في رسالة مراجعة فيزيائية، وإقترح إجراء قياسات أشعة غاما للمذنب لإختبار صحة فرضيته.
الفرضية الأصلية التي إقترحها روجانسكي عام 1940 تفترض أن الأجرام الوحيدة داخل النظام الشمسي المرجحة لأن تكون متكونة من مادة مضادة هي المذنبات والنيازك، والأجرام الباقية متكونة من المادة العادية. الأدلة العملية التي تم جمعها منذ ذلك الوقت لم تثبت عدم وجود هذه المذنبات فقط إنما جعلت وجود هذه المذنبات غير محتمل أيضاً.
غاري ستيغمان(1)، ذكر أن المسابر الفضائية التي لم تفنى عند إرتطامها بالأجرام مثل المريخ والزهرة والقمر يدل على أن هذه الأجرام لم تتكون من مادة مضادة، وأشار بأنه لو وجد كوكب أو جرم من مادة مضادة فإن تفاعله مع جسيمات الرياح الشمسية سيعطي إنبعاثات كبيرة من أشعة غاما لفترة طويلة يسهل ملاحظتها. وأشار أيضاً إلى عدم وجود ذرات المادة المضادة حتى في الأشعة الكونية، فجميع النوى القادمة من كل الاتجاهات في الكون هي من نوى ذرات المادة الإعتيادية. البيانات التجريبية التي جمعت في العديد من الدراسات منذ 1961 بإستثناء جزء قليل من الأشعة الكونية المتكون من جسيمات مضادة اظهرت عدم وجود أي مصدر آخر لمادة مضادة أثقل (مثلاً ضديد الكربون) في أي مكان وربما حتى في مجرة درب التبانة كلها (فرضياً)، عدم وجود ذرات مادة مضادة ثقيلة مثل الكربون والمواد الأخرى يدل منطقياً على عدم وجود مصدر معقول لمذنبات ونيازك المادة المضادة خارج المجموعة الشمسية وضمن المجرة.
مارتن بيتش(2) طرح فرضيات مختلفة مع نتائج تجريبية تدعم عدم وجود المادة المضادة في الكون، فهو يقترح بأن أي مذنب أو نيزك مادة مضادة إن وجد يجب أن يكون على الأقل قد تكون في نظام شمسي آخر، لأن الفرضية السيدمية لنشوء النظام الشمسي لا تسمح بإحتمال تكون مثل هذه الأجرام، فالمادة المضادة في مرحلة قبل تكوين السديم الكوكبي يجب أن تملك عمر قصير نسبياً يقاس بمئات السنين قبل تفاعلها مع غبار المادة العادية المحيط بها وفنائها، ويعني هذا أن أي مادة مضادة مصدرها الشمس وجدت خلال تكون النظام الشمسي يجب أن تكون قد إنفنت منذ زمن طويل جداً، لذلك المذنبات والنيازك المتكونة من مواد مضادة يجب أن تأتي من نظام شمسي آخر، علاوةً على هذا يجب أن تكون قد دخلت إلى داخل النظام الشمسي خلال منذ فترة (104-105) سنة ماضية، خلال تلك الفترة معظم النيازك تتفتت إلى كتل أقل من 5-10 غم بسبب التصادمات التي تنشأ بين النيازك نفسها، لذا فإن أي نيزك مادة مضادة يجب أن يأتي إما من خارج النظام الشمس أو أنه جزء من حطام مذنب مادة مضادة قادم من خارج النظام الشمسي، الإحتمال السابق غير وارد عادةً، وأي نيزك من مصدر خارجي يجب أن يملك مدار قطع زائد، تبين الأرصاد أن أقل من 1% من النيازك تحمل هذه الصفة علاوةً على عمليات التفاعل بينها وبين الأجرام الأخرى من المادة العادية خلال ذلك المسار.
خلص بيتش إلى أن النتيجة ستبقى عدمية ولكن لا يعتبر هذا إثبات على عدم وجودها، ويمكن لدليل واحد إيجابي أن يبطل كل الحجج السابقة.

## تفسيرات الفرضية لبعض الظواهر

### تيكتايت
في عام 1947، محمد عبد الرحمن خان(3)، إفترض أن سبب تكون التيكتايت هو نيازك ومذنبات المادة المضادة، هذا التفسير هو أحد التفسيرات المقترحة الأكثر إحتمالاً لتكوين التكتايت.

### حادثة تونغوسكا 1908
في خمسينات القرن الماضي إقترح فيليب ويات(4)، بأن إنفجار تونغوسكا ربما حصل بسبب نيزك من المادة المضادة، عمل كل من ويلارد ليبي وكلايد كوان على فكرة ويات وذلك بدراسة مستويات الكربون 14 حول العالم في حلقات الأشجار وملاحظة النسب غير الطبيعية التي حصلت عام 1909، مع هذا وحتى بعد وقت مبكر من طرح الفرضية تمت ملاحظة بعض العيوب فيها، بغض النظر عن الأدلة المتزامنة التي كانت تأتي من أول الأقمار الصناعية لأشعة غاما، لم تفسر الفرضية مثلاً كيف تمكن نيزك المادة المضادة من البقاء دون أن يتلاشى بمجرد دخوله الطبقات العليات للغلاف الجوي.

### البرق الكروي
في عام 1971، إقترح ديفد آشبي(5) وكولن وايتهيد(6)، بأن نيازك أو مذنبات المادة المضادة ربما هي السبب المحتمل في ظاهرة البرق الكروي، خلال مراقبة السماء بحساسات أشعة غاما أبلغوا عن نسبة إشعاع عالية بشكل غير طبيعي عند الطاقة 511KeV والتي تماثل مقدار الطاقة المميزة الناتج عن فناء إلكترون-بوزترون، ظهرت تفسيرات طبيعية أخرى لهذه النسبة منها أنه يمكن إنتاج البوزترونات بشكل غير مباشر بفعل عاصفة رعدية، فخلال العاصفة يلاحظ تكون نظائر لبعض ذرات الغاز مثلا (نيتروجين-13 واوكسجين-15)، مع هذا لاحظ ديفيد آشبي أنه خلال فترة مراقبة السماء وتسجيل هذا الإشعاع لم تكن هناك عواصف رعدية، بدلاً من ذلك وضعوا فرضية نيازك المادة المضادة وأنها تتوافق مع نتائجهم، كما إقترحوا إجراء المزيد من التحقيق بشأنها.
إستند عليها نيل تشارمان(7)، على عمل آشبي ووايتهيد، في طرحه عام 1972 حول ظاهرة البرق الكروي، وقدمه كأحد التفسيرات الأكثر غرابة، بدوره إعتبر أن هناك حاجز جهد ما بين المادة والمادة المضادة (غير يثبت)، هذا الحاجز يسمح للنيازك الصغيرة جداً وأجرام المادة المضادة بالعبور من خلال الغلاف الجوي الأرضي ودخولها الكوكب من الفضاء وبقائها بهيئتها لفترة طويلة نسبياً فجزيئات الغلاف الجوي لا تملك طاقة كافية لتجاوز هذا الحاجز ثم الفناء مع المادة المضادة، بدلاً من ذلك تصبح المادة المضادة في النيازك الصغيرة متآينة بأيونات سالبة الشحنة بسبب تجريد ذراتها من البوزترونات عن طريق التأثير الكهروضوئي والأحداث الثانوية الأخرى المحيطة بها.

### إنفجارات أشعة غاما
مذنبات المادة المضادة الموجودة في سحابة أورت حول النظام الشمسي كانت إحدى الفرضيات المحتملة لتفسير إنفجارات أشعة غاما في تسعينات القرن الماضي، حيث يمكن تفسير حصول إنبعاثات أشعة غاما عن طريق عملية الفناء بين المادة والمادة المضادة الموجودة على شكل نيازك ومذنبات مايكروية، سينتج عن عملية الفناء إنفجار لأشعة غاما يعجل المادة إلى سرعات قريبة من سرعة الضوء، يعتقد بأن هذه المذنبات الضئيلة موجودة على مسافات تزيد عن 1000 وحدة فلكية، لكن ومع إكتشاف المزيد من إنفجارات أشعة غاما في السنوات التالية فشلت هذه النظرية في تفسير توزيع هذه الإنفجارات بالإضافة إلى إكتشاف خطوط الأشعة السينية المرافقة لإنفجارات غاما، كما كان إكتشاف المستعر الأعظم المرتبط بأشعة غاما عام 2002 دليلاً مقنعاً على أن النجوم عالية الكتلة هي مصدر إنفجارات أشعة غاما، منذ عام 2002 تمت دراسة المزيد من المستعرات العظمة المترافقة مع إنفجارات أشعة غاما، وتم تأكيد بأن أصل هذه الإنفجارات هي النجوم عالية الكتلة وليست أجرام المادة المضادة.

## هوامش
- 1: (غاري ستيغمان؛Gary Steigman) أستاذ مساعد في قسم الفلك في جامعة ييل، الولايات المتحدة.
- 2: (مارتن بيتش؛Martin Beech) من جامعة ويسترن أونتاريو، كندا.
- 3: (محمد عبد الرحمن خان؛Mohammad A. Khan) أستاذ في الجامعة العثمانية، الهند، وباحث مشارك في معهد النيازك في جامعة نيو مكسيكو.
- 4: (فيليب ويات؛Philip J. Wyatt) من جامعة ولاية فلوريدا، الولايات المتحدة.
- 5: (ديفيد آشبي؛David E. T. F. Ashby) من مختبر كولهام [الإنجليزية].
- 6: (كولن وايتهيد؛Colin Whitehead) من مؤسسة أبحاث الطاقة الذرية البريطانية.
- 7: (نيل تشارمان؛Neil Charman) المحاضر في معهد جامعة مانشستر للعلوم والتكنولوجيا، إنجلترا.

### ببلوغرافيا
- Bagnall، Philip M. (1991). The Meteorite & tektite collector's handbook: a practical guide to their acquisition, preservation and display. Willmann-Bell. ISBN:9780943396316.
- Beech، Martin (فبراير 1988). "A note on antimatter meteors". Earth, Moon, and Planets. ج. 40 ع. 2: 213–216. Bibcode:1988EM&P...40..213B. DOI:10.1007/BF00056024. ISSN:0167-9295.
- Bloom، J. S.؛ Kulkarni، S. R.؛ Price، P. A.؛ Reichart، D.؛ Galama، T. J.؛ Schmidt، B. P.؛ Frail، D. A.؛ Berger، E.؛ وآخرون (10 يونيو 2002). "Detection of a Supernova Signature Associated with GRB 011121". The Astrophysical Journal Letters. ج. 572 ع. 1: L45. arXiv:astro-ph/0203391. Bibcode:2002ApJ...572L..45B. DOI:10.1086/341551.
- Charman، Neil (14 ديسمبر 1972). "The enigma of ball lightning". نيو ساينتست. ج. 61 ع. 880: 632–635. ISSN:0262-4079.
- Dermer، Charles D. (1996). "Gamma-Ray Bursts from Comet-Antimatter Comet Collisions in the Oort Cloud". في C. Kouveliotou؛ M. S. Briggs؛ G. J. Fishman (المحررون). The Third Huntsville Symposium on Gamma-Ray Bursts, Huntsville AL, USA, October 25–27, 1995. Woodbury: المعهد الأمريكي للفيزياء. ج. 384. ص. 744–748. DOI:10.1063/1.51650. ISBN:9781563966859. مؤرشف من الأصل في 2013-02-23. اطلع عليه بتاريخ 2019-05-23.
- "Are antimatter meteorites optical illusions?". نيو ساينتست. ج. 49 ع. 744. 25 مارس 1971. ISSN:0262-4079.
- "Is Kohoutek an anti-comet?". نيو ساينتست. ج. 61 ع. 880. 10 يناير 1974. ISSN:0262-4079.
- Rojansky، Vladimir (مارس 1940). "The Hypothesis of the Existence of Contraterrene Matter". Astrophysical Journal. ج. 91: 257–260. Bibcode:1940ApJ....91..257R. DOI:10.1086/144161.
- Rojansky، Vladimir (ديسمبر 1973). "Comet Kohoutek and Penetrating Rays". Physical Review Letters. ج. 31 ع. 27: 1591. Bibcode:1973PhRvL..31.1591R. DOI:10.1103/PhysRevLett.31.1591.
- Steel، Duncan (25 يونيو 2008). "Planetary science: Tunguska at 100". نيتشر. ج. 453 ع. 7199: 1157–1159. DOI:10.1038/4531157a. PMID:18580919. مؤرشف من الأصل في 2020-07-17.
- Steigman، Gary (سبتمبر 1976). "Observational Tests of Antimatter Cosmologies". Annual Review of Astronomy and Astrophysics. ج. 14: 339–372. Bibcode:1976ARA&A..14..339S. DOI:10.1146/annurev.aa.14.090176.002011.
- Stenhoff، Mark (1999). Ball lightning: an unsolved problem in atmospheric physics. Springer. ISBN:9780306461507.
- "Science: Anti-Meteor?". Time. 5 مايو 1958. مؤرشف من الأصل في 2013-08-27.
- Vand، Vladimir (1965). "Astrogeology: The origin of tektites". في H. E. Landsberg (المحرر). Advances in Geophysics. Academic Press. ج. 1–5. ISBN:9780120188116.

### قراءات إضافية

#### منشورات أصلية لفرضيات مختلفة
- Khan، Mohammad Abdur Rahman (1947). "Contraterrene meteorite impact theory of tektite formation". Contrib. Meteorit. Soc. ج. 4 ع. 35.
- Ashby، David E. T. F.؛ Whitehead، Colin (19 مارس 1971). "Is Ball Lightning caused by Antimatter Meteorites?". نيتشر. ج. 230 ع. 5290: 180–182. Bibcode:1971Natur.230..180A. DOI:10.1038/230180a0.
- Wyatt، Philip J. (26 أبريل 1958). "Possible Existence of Anti-Matter in Bulk". نيتشر. ج. 181 ع. 4617: 1194. Bibcode:1958Natur.181.1194W. DOI:10.1038/1811194b0.
- Cowan، Clyde؛ Atluri، C. R.؛ Libby، Willard F. (29 مايو 1965). "Possible Anti-Matter Content of the Tunguska Meteor of 1908". نيتشر. ج. 206 ع. 4987: 861–865. Bibcode:1965Natur.206..861C. DOI:10.1038/206861a0.

#### أخرى
- Konstantinov, B. P.; Bredov, M. M.; Belyaevskii, A. I.; Sokolov, I. A. (Jan–Feb 1966). "O vozmozhnoǐ antiveshchestvennoǐ priode mikrometeorov". Kosmicheskie Issledovaniya (USSR) (بالروسية). 4 (1): 66–73.
  - English translation: Konstantinov، B. P.؛ Bredov، M. M.؛ Belyaevskii، A. I.؛ Sokolov، I. A. (يناير 1966). "The Possible Antimatter Nature of Micrometeorites". Cosmic Research. ج. 4: 58. Bibcode:1966CosRe...4...58K.
- Sofia، Sabatino؛ van Horn، H. M. (15 أكتوبر 1975). "The matter-antimatter collision hypothesis for the origin of cosmic gamma-ray bursts". AAS, American Physical Society, and New York Academy of Sciences, 7th إيفور روبنسون, Dallas, Tex., Dec. 16–20, 1974. Annals of the New York Academy of Sciences. ج. 262. ص. 197–208. Bibcode:1975NYASA.262..197S. DOI:10.1111/j.1749-6632.1975.tb31432.x.
- Sofia، Sabatino؛ Wilson، Robert E. (1976). "Local gamma ray events as tests of the antimatter theory of gamma ray bursts (Letter to the Editor)". Astrophysics and Space Science. ج. 39 ع. 1: L7–L11. Bibcode:1976Ap&SS..39L...7S. DOI:10.1007/BF00640527.